# 1956 en Suisse
Chronologie de la Suisse
- 1952
- 1953
- 1954
- 1955
- 1956
- 1957
- 1958
- 1959
- 1960

Chronologie de la Suisse
1955 en Suisse - 1956 en Suisse - 1957 en Suisse

## Gouvernement au1erjanvier 1956
- Conseil fédéral[1]:
  - Markus Feldmann (UDC), président de la Confédération
  - Hans Streuli (PRD), vice-président de la Confédération
  - Max Petitpierre (PRD)
  - Paul Chaudet (PRD)
  - Philipp Etter (PDC)
  - Giuseppe Lepori (PDC)
  - Thomas Holenstein (PDC)

## Évènements

### Janvier
Dimanche 1er janvier 
- Des autobus remplacent le tramway sur la ligne Clarens–Chailly-Blonay.

 Mercredi 11 janvier 
- Le Conseil fédéral reconnaît l’indépendance du Soudan.

 Jeudi 19 janvier 
- Hold-up à l’aéroport de Genève-Cointrin. Des malfaiteurs emportent 250 kg d’or d’une valeur de 1,2 million de francs.

 Dimanche 29 janvier 
- Création à Zurich, de La Visite de la vieille dame, une pièce de Friedrich Dürrenmatt.

 Lundi 30 janvier 
- Aux Jeux olympiques de Cortina d’Ampezzo, la genevoise Renée Colliard remporte le titre de championne olympique de slalom (ski alpin).
- Une vague de froid s’abat sur toute l’Europe.

### Février
Mercredi 1er février 
- Aux Jeux olympiques de Cortina d’Ampezzo, la vaudoise Madeleine Berthod remporte le titre de championne olympique de descente (ski alpin).

 Mercredi 1er février 
- Aux Jeux olympiques de Cortina d’Ampezzo, l’équipage de Franz Kapus remporte le titre de champion olympique de bob à quatre.

 Samedi 11 février 
- Dernier numéro du Curieux, hebdomadaire généraliste romand édité à Neuchâtel.

 Dimanche 26 février 
- Pour la sixième fois de son histoire, le HC Arosa devient champion de Suisse de hockey-sur-glace.

### Mars
Vendredi 2 mars 
- Le Conseil fédéral reconnaît l’indépendance du Maroc et de la Tunisie.

 Dimanche 4 mars 
- Votations fédérales. Le peuple approuve, par 542 425 oui (77,5 %) contre 157 106 non (22,5 %), l’arrêté fédéral sur le maintien temporaire d'un contrôle des prix réduit.
- Élections cantonales à Bâle-Ville. Alfred Schaller (PRD), Edwin Zweifel (PRD), Peter Zschokke (PLS), Max Wullschleger (PSS), Hans Peter Tschudi (PSS), Carl Peter (PDC) et  Fritz Brechbühl (PSS) sont élus au Conseil d’État lors du 1er tour de scrutin.

 Jeudi 15 mars 
- Ouverture du premier magasin ABM (Au Bon Marché) à Berne.

 Mardi 25 mars 
- Décès à Lausanne, à l’âge de 89 ans, de Carl Hauser, ancien médecin-chef de l’armée.

 Jeudi 29 mars 
- Mise en service du nouveau billet de 20 francs à l’effigie du général Guillaume-Henri Dufour.

### Avril
Dimanche 1er avril 
- Parution du premier numéro du Courrier de Betty Bossi, due à la publicitaire zurichoise Emmi Creola-Maag et distribué gratuitement dans les magasins d’alimentation.

Vendredi 6 avril 1956
- Un avion militaire français égaré s’écrase dans le massif des Rangiers (Jura). Ses trois occupants sont tués sur le coup.

 Mardi 24 avril 
- Décès à Muri (Berne), à l’âge de 69 ans, du romancier Pierre Kohler.

 Mardi 25 avril 
- Signature d’une convention franco-suisse concernant l’aéroport de Genève-Cointrin, au terme de laquelle l’aéroport est entièrement situé sur territoire suisse et des bureaux à contrôles nationaux juxtaposés sont aménagés à Ferney-Voltaire et à Genève-Cointrin.

### Mai
Dimanche 6 mai 
- Création d’une Communauté d’action contre la télévision en Suisse[Passage contradictoire].

 Jeudi 10 mai 
- Décès à Engelberg (Obwald), à l’âge de 66 ans, de l'écrivain Albert Talhoff.

 Dimanche 13 mai 
- Votations fédérales. Le peuple rejette, par 454 831 non (63,1 %) contre 266 222 oui (36,9 %), l'initiative populaire « pour une extension des droits populaires lors de l'octroi par la Confédération de concessions pour l'utilisation des forces hydrauliques »
- Votations fédérales. Le peuple rejette, par 428 561 non (57,5 %) contre 316 276 oui (42,5 %), les mesures pour encourager l'économie du canton des Grisons, au moyen d'une aide à la société anonyme pour la saccharification du bois à Domat/Ems.

 Vendredi 18 mai 
- Début de la visite officielle de Giovanni Gronchi, président de la République italienne.
- Le Conseil fédéral reconnaît l’indépendance de la Tunisie.
- Deux alpinistes suisses, Ernst Reiss et Fritz Luchsinger parviennent au sommet inviolé du Lhotse, à 8 516 mètres d'altitude.

 Mercredi 23 mai 
- Les alpinistes suisses Jürg Marmet et Ernst Schmied parviennent au sommet du mont Everest.

 Jeudi 24 mai 
- Premier Concours Eurovision de la chanson à Lugano (Tessin). La lauréate est la suissesse Lys Assia avec la chanson Refrain.

 Dimanche 27 mai 
- Plus de 30 000 personnes visitent la plus grande exposition aéronautique du monde à Zurich. Elles peuvent y voir l’appareil américain F-100 Super Sabre et l’appareil russe Tupolev Tu-104.

### Juin
Dimanche 3 juin 
- La luxueuse première classe disparaît des CFF, comme de la plupart des chemins de fer européens.

 Mercredi 6 juin 
- Fondation à Berne d’une Communauté d’action contre la télévision[Passage contradictoire]. Estimant que la télévision superflue et lourde de menaces, elle envisage de lancer un référendum visant à l’interdire sur le territoire suisse.

 Mercredi 13 juin 
- Le Conseil national rejette une plainte déposée par Gottlieb Duttweiler contre le conseiller fédéral Max Petitpierre pour atteinte à l’honneur.

 Samedi 16 juin 
- Vernissage, à la Kunsthalle de Berne, de l’exposition Marius Borgeaud.

 Dimanche 17 juin 
- Le FC Grasshopper s’adjuge, pour la quinzième fois de son histoire, le titre de champion de Suisse de football.

Vendredi 22 juin 1956
- Début des XIXe Congrès et Fêtes du Rhône à Morges (Vaud).

 Samedi 23 juin 
- Le Suisse Rolf Graf remporte le Tour de Suisse cycliste.

 Mardi 26 juin 
- Visite officielle d’Ahmed Sukarno, président d’Indonésie.

 Jeudi 28 juin 
- Décès à Altdorf (Uri), à l’âge de 54 ans, du metteur en scène Oskar Eberlé.

### Juillet
Vendredi 20 juillet 
- Un ponton se fracasse contre un pont du Rhin à Trübbach. Les onze occupants trouvent la mort.

 Lundi 30 juillet 
- Décès à Lausanne, à l’âge de 81 ans, du journaliste Ernest-Paul Graber, ancien rédacteur et directeur de La Sentinelle.

### Août
Mercredi 1er août
- Entrée en vigueur d’un traité facilitant les déplacements des voyageurs entre la Suisse et la République fédérale allemande. Une carte d’identité suffira dorénavant pour franchir la frontière.

 Jeudi 2 août 
- Èboulement sur la voie ferrée entre Noiraigue et Travers (Neuchâtel). Le trafic est interrompu durant plusieurs jours.

 Lundi 6 août 
- Décès à Zurich, à l’âge de 83 ans, du pasteur et psychologue Oskar Pfister.

 Dimanche 12 août 
- Décès à Berne, à l’âge de 93 ans, du peintre Ernst Kreidolf, illustrateur de livres de contes et d'albums.

### Septembre
Vendredi 7 septembre 
- Ouverture des XIe Rencontres internationales de Genève dont le thème annuel est « Tradition et innovation ».

Samedi 8 septembre 1956
- Ouverture du Comptoir suisse, dont le Canada est l’hôte d’honneur.

 Lundi 10 septembre 
- Décès à Berkeley (États-Unis), à l’âge de 69 ans, de l’astronome Robert Jules Trumpler.

 Vendredi 14 septembre 
- Naissance, au Zoo de Bâle, de Rudra, premier rhinocéros indien né dans un zoo.

Mercredi 19 septembre
- Début la visite officielle de Julius Raab, chancelier d’Autriche.

 Dimanche 23 septembre 
- Décès à La Chaux-de-Fonds (Neuchâtel), à l’âge de 64 ans, de l’organiste Charles Faller.

 Dimanche 30 septembre 
- Votations fédérales. Le peuple rejette, par 379 245 non (61,3 %) contre 239 890 oui (38,7 %), la révision du régime du blé.
- Votations fédérales. Le peuple rejette, par 331 117 non (54,5 %) contre 276 660 oui (45,5 %), l’initiative concernant le vote des dépenses par l'Assemblée fédérale.

### Octobre
Lundi 1er octobre 
- Mise en service du nouveau billet de 10 francs à l’effigie du poète Gottfried Keller.

 Vendredi 12 octobre 
- Décès à Thielle-Wavre (Neuchâtel), à l’âge de 68 ans, du graphiste Eric de Coulon.

 Samedi 13 octobre 
- Inauguration du nouveau théâtre de Schaffhouse.

 Lundi 15 octobre 
- Première à Zurich de l’Histoire de Vasco, de Georges Schehadé, par la Compagnie Jean-Louis Barrault.

 Samedi 20 octobre 
- Décès à Aarau, à l’âge de 74 ans, du chirurgien et écrivain militaire Eugen Bircher.
- Décès à Locarno (Tessin), à l’âge de 64 ans, de l’architecte Fernand Dumas.

 Samedi 27 octobre 
- Vernissage, à la Kunsthalle de Berne, de l’exposition Marc Chagall.

Lundi 29 octobre
- Début de la visite officielle de William Tubman, président du Libéria.

### Novembre
Mercredi 7 novembre 
- Décès à Budapest, à l’âge de 29 ans, du reporter Jean-Pierre Pedrazzini.

 Dimanche 8 novembre 
- Les troupes soviétiques envahissent la Hongrie et les premiers trains de réfugiés hongrois se présentent à la frontière suisse à Buchs (Saint-Gall).

 Dimanche 11 novembre 
- Décès à Genève, à l’âge de 73 ans, du chroniqueur historique Paul Chaponnière.

 Dimanche 18 novembre 
- Premier dimanche sans voitures, imposé par le Conseil fédéral en raison des difficultés d'approvisionnement en pétrole dues à la crise de Suez.

 Samedi 24 novembre 
- Un Iliouchine de la compagnie tchécoslovaque CSA s'écrase peu après son décollage de l’aéroport de Zurich-Kloten. L’accident cause la mort de 23 personnes.

 Dimanche 25 novembre 
- Décès à Genève, à l’âge de 57 ans, de Georges Nagel, professeur de théologie et égyptologue.

 Mercredi 28 novembre 
- Décès à Zurich, à l’âge de 66 ans, de l’industriel Emil Georg Bührle.

### Décembre
Dimanche 2 décembre 
- Élection complémentaire à Genève: Edouard Chamay (PRD) est élu au Conseil d’État lors du 1er tour de scrutin.
- Élections cantonales à Fribourg: Paul Torche (PDC), Théodore Ayer (PDC), José Python (PDC), Alphonse Roggo (PDC) et Claude Genoud (PRD) sont élus au Conseil d’État lors du 1er tour de scrutin.

 Dimanche 16 décembre 
- Élections cantonales à Fribourg: Pierre Glasson (PRD) et Georges Ducotterd (agrarien) sont élus au Conseil d’État lors du 2e tour de scrutin.
- Lancement du second programme de la Radio suisse romande, qui deviendra par la suite Espace 2, ainsi que des seconds programmes des émetteurs de Beromünster et Monte-Ceneri.

 Mardi 25 décembre 
- Décès à Herisau (Appenzell Rhodes-Extérieures), à l’âge de 78 ans, de l’écrivain Robert Walser.